# L-trans-Pirolidin-2,4-dikarboksilna kiselina
L-trans-Pirolidin-2,4-dikarboksilna kiselina je antagonist kainatnog receptora.